# 铁拳男人
《铁拳男人》（英語：Cinderella Man）是一部由朗·霍华德执导的影片，于2005年上映。本片根据真实故事改编，讲述了在1930年代的美国工业大萧条时期，一个男人为了生计参加拳击比赛，以获得奖金，最终竟获得了拳王称号的故事。

## 剧情
詹姆斯·布拉多克是一名來自新澤西州的輕量級拳擊手，原本事業前途看好的他，卻因為連吃敗仗而被迫退休，此時正值美國經濟大蕭條時期，詹姆斯只能靠著打零工維持生計，幸好賢慧美麗的妻子梅仍一如既往地給予他很大的鼓勵與信心，讓整個家庭不至於毫無生機。為了求得溫飽，詹姆斯放下自尊去排隊領取救濟金，卻擋不住嚴冬的即將來臨，家裡食物短缺，生存問題迫在眉睫。
出於對家庭的愛，也出於為了維護自己的尊嚴，詹姆斯下定決心重拾舊業，回到拳擊台，他的復出引來了民眾的關注，成為了人們心中的平民英雄。他在比賽中英勇揮拳，以無比的毅力與決心打敗每一個強勁對手，贏得一場又一場的勝利。最後他要面臨的對手是世界重量級拳王麥克斯·拜爾，為了家人的生存，詹姆斯必須使盡全力完成他的最後一擊。

## 演員
- 羅素·高爾飾演詹姆斯·布拉多克（英语：James J. Braddock）
- 芮妮·齊薇格飾演Mae
- 保羅·吉馬蒂飾演Joe Gould
- 克雷格·比爾科飾演Max Baer
- 派迪·康斯丁飾演Mike Wilson
- 布魯斯·麥吉爾飾演Johnston
- 大衛·哈班德（David Huband）飾演福特邦德（Ford Bond）
- 康納·普里斯飾演Jay Braddock
- 艾麗爾·沃勒（Ariel Waller）飾演Rosemarie“ Rosy” Braddock
- 帕特里克·路易斯飾演霍華德·布拉多克
- Rosemarie DeWitt飾演Sara Wilson
- 琳達·卡什（Linda Kash）飾演Gould夫人
- 尼古拉斯·坎貝爾（Nicholas Campbell）飾演運動型劉易斯（Sporty Lewis）
- 吉恩·皮爾茲（Gene Pyrz）飾演傑克（Jake）
- 查克·沙瑪塔（Chuck Shamata）飾演羅迪克神父
- 羅恩·加拿大飾演Joe Jeanette
- 艾麗西亞·約翰斯頓（Alicia Johnston）飾演愛麗絲（Alice）
- 特洛伊·阿莫斯·羅斯（Troy Amos-Ross）飾John Henry Lewis
- 馬克·西蒙斯（Mark Simmons）飾演Art Lasky
- Art Binkowski飾演Corn Griffin
- 戴維·李辛格飾演Abe Feldman
- 馬修·泰勒飾Primo Carnera
- 蘭斯·霍華德（Rance Howard）作為播音員阿爾·法贊（Al Fazin）
- 詹姆斯·里茲（James Ritz）作為官方-格里芬/貝爾戰鬥
- 肯·詹姆斯（Ken James）飾Ancil Hoffman
- 魯弗斯·克勞福德（Rufus Crawford）飾Lewis Coach
- Thomasz Kurzydlowski飾演Tuffy Griffith
- 斯圖爾特·克拉克（Stuart Clark）飾Frankie Campbell
- 朱利安·劉易斯（Julian Lewis）飾演Undercard Boxer-費爾德曼（Feldman）
- 埃里克·芬克（Eric Fink）飾演播音員（Lasky）
- 格里·奎格利飾昆西
- 彼得·麥克尼爾（Peter MacNeill）飾演Electric Man
- 達林·布朗（Darrin Brown）作為發起人
- 瑪格達萊娜·亞歷山大飾演憤怒的女人
- 諾拉·奧古森（Nola Augustson）飾演救濟辦公室女性
- 吉諾·摩洛哥（Gino Marrocco）飾演服務員
- 馬克·泰勒飾演喬治
- Sharron Matthews飾演Lady
- 亞歷克·斯托克韋爾（Alec Stockwell）飾演Church Man
- 小雞羅伯茨飾教堂老頭
- 伊莎貝拉·芬克（Isabella Fink）飾演Church Girl
- 博·斯塔爾飾演Sam
- 菲利普·克雷格（Philip Craig），電台評論員
- 山姆·馬爾金飾演吉布森
- 托尼·蒙克（Tony Munch）飾演Sam Penny
- 康拉德·伯格施奈德（Conrad Bergschneider）作為豪華轎車司機
- 理查德·賓斯利（Richard Binsley）作為播音員-格里菲斯（Griffith）

## 奖项
第78屆奥斯卡金像獎
- 最佳剪辑提名：Daniel P. Hanley、Mike Hill
- 最佳化妆提名：David LeRoy Anderson、Lance Anderson
- 最佳男配角提名：保罗·吉亚玛提

英国電影学院奖（BAFTA Award）
- 最佳原创剧本：Cliff Hollingsworth、阿奇瓦·高斯曼
- 最佳男配角提名：保罗·吉亚玛提

第63屆金球獎
- 最佳男主角提名：羅素·高爾
- 最佳男配角提名：保罗·吉亚玛提

第12屆美國演員工會獎
- 最佳男配角：保罗·吉亚玛提
- 最佳男主角提名：羅素·高爾